# Internationale Hochschule für Film und Fernsehen
Die Internationale Hochschule für Film und Fernsehen (span.: Escuela Internacional de Cine y TV, EICTV) ist eine 1985 gegründete Filmhochschule in San Antonio de los Baños, circa 30 Kilometer südöstlich von Havanna, Kuba.
Die EICTV ist eine unabhängige Nicht-Regierungsorganisation, deren Träger die Fundación del Nuevo Cine Latinoamericano (FNCL) ist, eine Stiftung des Neuen Lateinamerikanischen Films, deren Präsident von Anfang an bis zu seinem Tod im April 2014 Gabriel García Márquez war.

## Geschichte
Entscheidenden Anstoß erhielt das Projekt von dem kolumbianischen Schriftsteller und Nobelpreisträger Gabriel García Márquez. Eingeweiht wurde die Schule am 15. Dezember 1986. Ihr erster Direktor war der argentinische Filmemacher Fernando Birri, einer der Begründer des Neuen Lateinamerikanischen Films. Gegenwärtiger Interimsdirektor ist seit Juli 2013 der kubanische Toningenieur Jerónimo Labrada.

## Studium
Zum Konzept der Filmhochschule gehört, dass der Unterricht von aktiven Filmschaffenden gegeben wird. Neben den regulären Lehrveranstaltungen gibt es zahlreiche Workshops (Taller) zu Einzelthemen der Filmproduktion. Es existieren Austauschprogramme nach Deutschland mit der Filmakademie Baden-Württemberg sowie der Kunsthochschule für Medien Köln.

## Bekannte Absolventen (Auswahl)
- Pablo Dotta (Uruguay) El dirigible (1994) – erster uruguayischer Spielfilm
- Marcos Loayza (Bolivien) Cuestión de fe
- Benito Zambrano (Spanien) Solas o los muy recientes
- Jaime Rosales (Spanien) Las horas del día
- Nicolás Isasi (Argentinien) Out of Mind
- Andrés Waissbluth (Chile) Los debutantes
- Juan Carlos Cremata (Kuba) Nada
- Arturo Sotto (Kuba) Pon tu pensamiento en mí und Amor vertical